# 岩鼻運動公園

岩鼻運動公園（いわはなうんどうこうえん）は、埼玉県東松山市に位置する都市公園（運動公園）である。
陸上競技場、野球場、軟式テニス場、サッカー場からなる。特に軟式テニスコートは、1967年の埼玉国体の軟式テニスの会場として使われた施設である。

## 主な施設
- 東松山陸上競技場
- 東松山球場・中原球場
- 東松山テニス場
- 東松山サッカー場

## 交通
鉄道
- 東武東上本線 東松山駅東口から川越観光バス「HM-01：マイタウン循環」で、市営住宅 バス停下車5分。

道路
- 関越道 東松山IC川島方面出口から国道254号川越方面→国道407号熊谷方面